# Saint Francisville (Louisiane)
Pour les articles homonymes, voir St. Francisville.
La ville de Saint Francisville est le siège de la paroisse de Feliciana Ouest dans l'État de Louisiane,  aux États-Unis, dans les environs de la ville de Baton Rouge, dont la population était de 1 712 habitants en 2000.

## Histoire
L'un des premiers arrivants est un magistrat et homme d'affaires de Pennsylvanie, le général David Bradford, qui fuit le fisc après la rébellion du whisky et fonde en 1794 Myrtles Plantation. En 1800, Olivia Ruffin Barrow arrive de Caroline du Nord, avec ses enfants William, Robert et Mary, qui fondent Rosedown Plantation, tandis qu'un de leurs cousins, William Fort, fonde Catalpa Plantation.
La localité fut fondée en 1809, sur les plans de John H. Johnson, on la surnommait alors le village « de 3 kilomètres de long et de 2 mètres de large » (anglais: two miles long and two yards wide). Saint Francisville est située sur une proéminence au bord du Mississippi. Elle est nommée en l'honneur de François d'Assise.
Elle fut la capitale de l'éphémère république de Floride occidentale en 1810. Sarah Knox Taylor, fille du Président des États-Unis, Zachary Taylor et femme de Jefferson Davis en visite chez la sœur de son époux, Anna Smith, y mourut le 15 septembre 1835 et y repose depuis lors. Le bluesman Lightnin' Slim y vécut de 1926 à 1946. 
À Saint Francisville, de nombreuses demeures et plantations ayant joué un grand rôle dans l'histoire de la culture du coton sont inscrites au Registre national des lieux historiques, dont les Myrtles Plantation, Rosedown Plantation, Greenwood Plantation, Butler Greenwood Plantation, Oakley Plantation, Cottage Plantation, Catalpa Plantation, et beaucoup d'entre elles sont ouvertes au public.

Greenwood Plantation
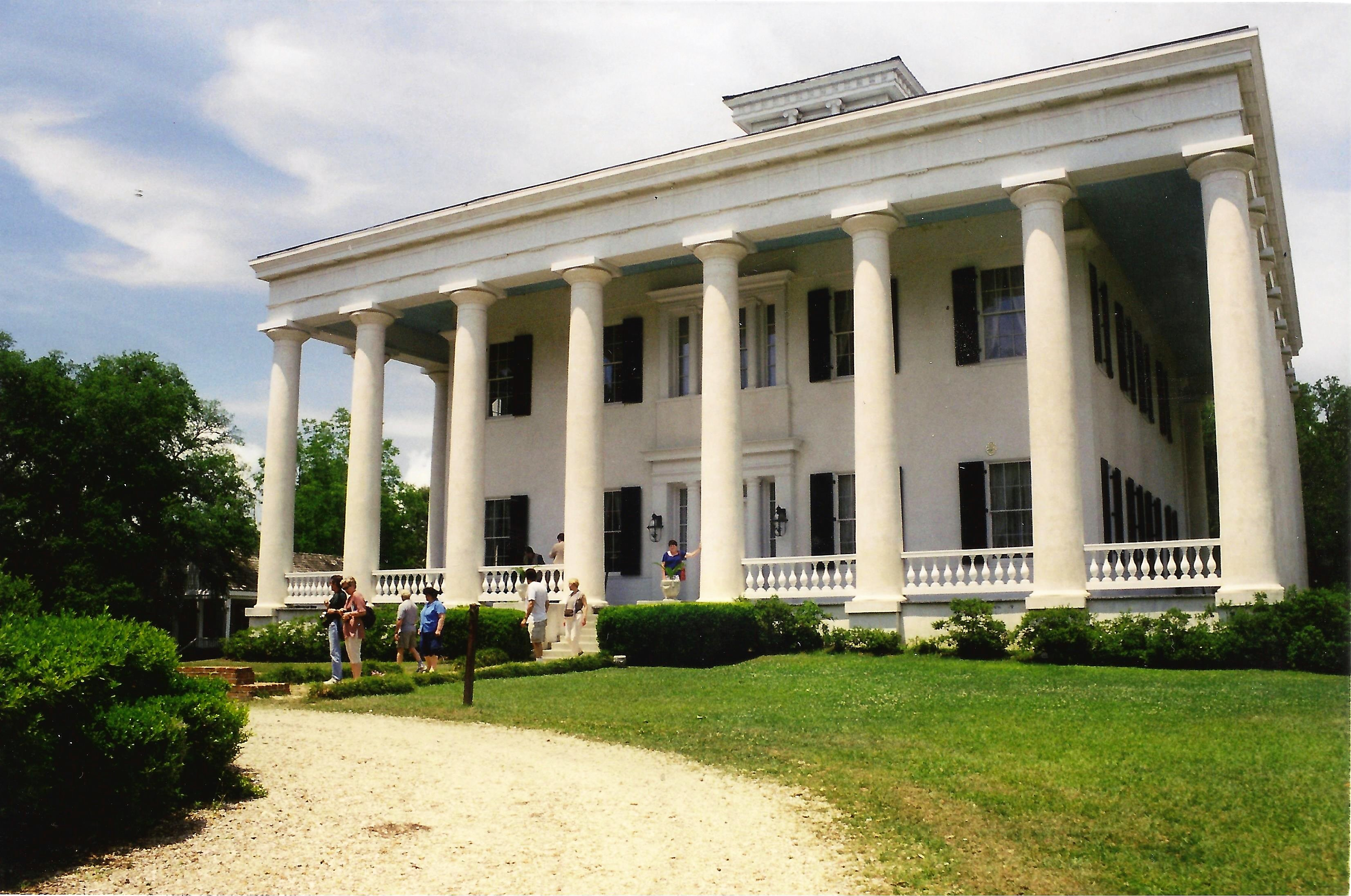
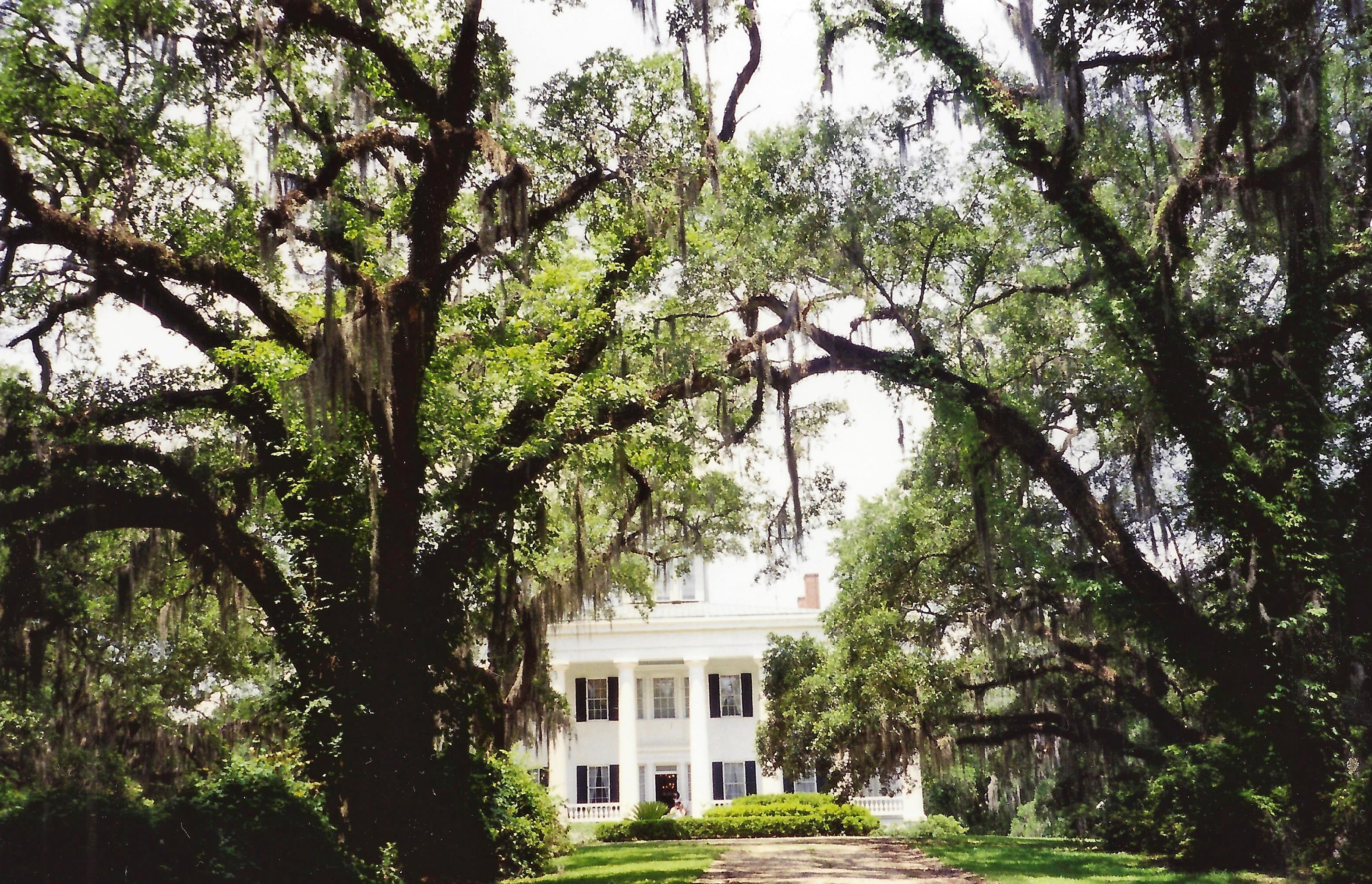

## Personnalités
- Derrick Todd Lee, tueur en série américain, y est né en 1968